# Bovlstrup
Bovlstrup is een plaats in de Deense regio Midden-Jutland, gemeente Odder, en telt 292 inwoners (2008).